# Virsliga 2000
La Virsliga 2000 fue la décima temporada del torneo de fútbol a nivel de clubes más importante de Letonia desde su independencia de la Unión Soviética y que contó con la participación de 8 equipos.
El Skonto FC fue el campeón por décima temporada consecutiva.

## Clasificación
| Pos. | Equipo             | Pts. | PJ | G  | E | P  | GF | GC | Dif. | Clasificación o descenso                      |
| ---- | ------------------ | ---- | -- | -- | - | -- | -- | -- | ---- | --------------------------------------------- |
| 1    | Skonto (C)         | 75   | 28 | 24 | 3 | 1  | 86 | 10 | +76  | Primera Ronda Clasificatoria Champions League |
| 2    | Ventspils          | 65   | 28 | 19 | 8 | 1  | 55 | 20 | +35  | Ronda Clasificatoria UEFA Cup                 |
| 3    | Liepājas Metalurgs | 55   | 28 | 16 | 7 | 5  | 51 | 25 | +26  | Primera Ronda Intertoto Cup                   |
| 4    | Dinaburg           | 35   | 28 | 10 | 5 | 13 | 32 | 32 | 0    | Ronda Clasificatoria UEFA Cup                 |
| 5    | Rīga               | 31   | 28 | 9  | 4 | 15 | 35 | 47 | −12  |                                               |
| 6    | Valmiera           | 24   | 28 | 5  | 9 | 14 | 25 | 48 | −23  |                                               |
| 7    | Policijas          | 16   | 28 | 4  | 4 | 20 | 13 | 62 | −49  |                                               |
| 8    | LU-Daugava (D)     | 12   | 28 | 2  | 6 | 20 | 21 | 74 | −53  | Descenso a la Primera Liga de Letonia         |

 Fuente: 

## Resultados
| Local \ Visitante  | DIN | MET | DAU | POL | RĪG | SKO | VAL | VEN |
| ------------------ | --- | --- | --- | --- | --- | --- | --- | --- |
| Dinaburg           |     | 1–3 | 1–1 | 0–0 | 1–2 | 1–2 | 0–1 | 0–1 |
| Liepājas Metalurgs | 0–1 |     | 5–2 | 1–0 | 2–0 | 1–3 | 2–1 | 1–1 |
| LU-Daugava         | 2–1 | 0–3 |     | 1–1 | 0–3 | 0–9 | 2–2 | 0–3 |
| Policijas          | 0–2 | 0–2 | 0–0 |     | 1–4 | 0–5 | 1–0 | 0–1 |
| Rīga               | 1–2 | 0–4 | 1–2 | 2–0 |     | 1–3 | 0–0 | 1–3 |
| Skonto             | 3–0 | 0–0 | 4–0 | 2–0 | 4–0 |     | 4–0 | 2–2 |
| Valmiera           | 1–0 | 0–3 | 5–2 | 1–0 | 0–0 | 0–3 |     | 0–2 |
| Ventspils          | 2–0 | 0–0 | 4–0 | 5–3 | 2–1 | 0–1 | 3–0 |     |

| Local \ Visitante  | DIN | MET | DAU | POL | RĪG | SKO | VAL | VEN |
| ------------------ | --- | --- | --- | --- | --- | --- | --- | --- |
| Dinaburg           |     | 1–2 | 2–0 | 3–0 | 0–0 | 0–2 | 2–0 | 1–2 |
| Liepājas Metalurgs | 1–1 |     | 5–1 | 0–1 | 3–0 | 1–3 | 2–1 | 1–1 |
| LU-Daugava         | 2–4 | 0–1 |     | 1–2 | 1–2 | 0–5 | 1–1 | 1–3 |
| Policijas          | 0–3 | 2–3 | 1–0 |     | 0–2 | 0–8 | 0–0 | 0–1 |
| Rīga               | 0–1 | 1–2 | 2–1 | 4–1 |     | 0–4 | 2–2 | 0–2 |
| Skonto             | 2–0 | 1–0 | 2–1 | 7–0 | 2–0 |     | 2–0 | 0–0 |
| Valmiera           | 1–3 | 1–1 | 0–0 | 3–0 | 1–5 | 1–2 |     | 0–3 |
| Ventspils          | 1–1 | 2–2 | 2–0 | 1–0 | 3–1 | 2–1 | 3–3 |     |

## Goleadores
| # | Nombre                 | Club                   | Goles |
| - | ---------------------- | ---------------------- | ----- |
| 1 | Vladimirs Koļesņičenko | Skonto FC              | 17    |
| 2 | Vladislav Bezborodov   | FK Ventspils           | 15    |
| 3 | Mihails Miholaps       | Skonto FC              | 12    |
| 4 | Jurijs Molotkovs       | FK Rīga                | 11    |
| 4 | Andrey Labanov         | FHK Liepājas Metalurgs | 11    |

## Premios
| Mejor | Nombre                  | Club      |
| ----- | ----------------------- | --------- |
| ARQ   | Aleksandrs Koļinko      | Skonto FC |
| DEF   | Igors Stepanovs         | Skonto FC |
| VOL   | Alexander Rekhviashvili | Skonto FC |
| DEL   | Vladimirs Koļesņičenko  | Skonto FC |